# Chinesische Scheinhasel
Die Chinesische Scheinhasel oder Chinesische Blumenhasel (Corylopsis sinensis) ist ein zitronengelb blühender Strauch aus der Familie der Zaubernussgewächse (Hamamelidaceae). Das natürliche Verbreitungsgebiet der Art liegt in Mittel- und Westchina. Sie wird manchmal als Zierstrauch verwendet.

## Beschreibung

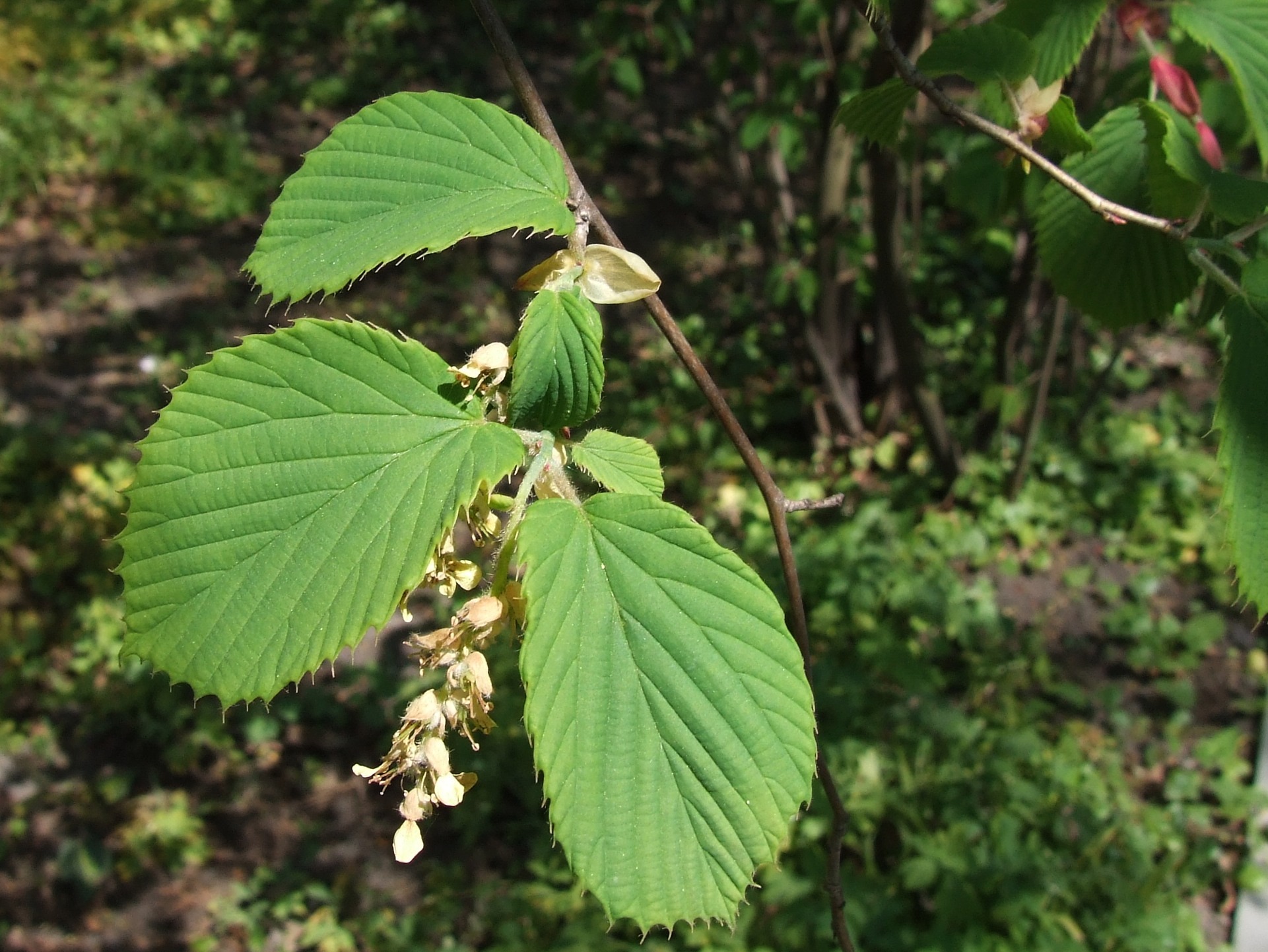
Blätter

Die Chinesische Scheinhasel ist ein bis zu 5 Meter hoher Strauch mit kahlen oder flaumig behaarten Trieben. Die Laubblätter sind in Blattstiel und Blattspreite gegliedert. Der Stiel ist 5 bis 10 Millimeter lang und filzig mit Sternhaaren besetzt. Die Nebenblätter sind 20 Millimeter lang, schmal-länglich und spärlich behaart. Die Blattspreite ist einfach, länglich-verkehrt-eiförmig, verkehrt-eiförmig, verkehrt-eiförmig-rundlich oder breit-eiförmig, 3 bis 9 Zentimeter lang und 2 bis 6 Zentimeter breit, mit stumpfer, spitzer oder lang zugespitzter Blattspitze, mit schiefer, herzförmiger oder mehr oder weniger gestutzter Basis und buchtig und stachelspitzig gezähntem Blattrand. Es werden sieben bis neun Nervenpaare gebildet. Die Blattoberseite ist kahl oder entlang der Blattadern behaart, die Unterseite ist blaugrün und weich behaart.
Die Blütenstände sind 3 bis 4 Zentimeter lange Trauben aus 10 bis 18 Blüten auf 1,2 bis 1,5 Zentimeter langen, behaarten Stielen. Die basalen Tragblätter sind eiförmig-rundlich, 8 bis 10 Millimeter lang, dunkelbraun, innen zottig und außen flaumig behaart. Die Tragblätter der Einzelblüten sind eiförmig, 4 bis 5 Millimeter lang und flaumig behaart. Die Vorblätter sind länglich und 2 bis 3 Millimeter lang. Der Blütenbecher ist sternhaarig. Die Kelchblätter sind eiförmig, kahl mit mehr oder weniger stumpfer Spitze. Die zitronengelben  Kronblätter sind spatelförmig, 5 bis 6 Millimeter lang und 3 bis 4 Millimeter breit. Die Staubblätter sind 5 bis 6 Millimeter lang und gelb. Die Schuppen des Diskus sind zweilappig, spitz und etwa so lang wie die Kronblätter.  Der Fruchtknoten ist mit Sternhaaren bedeckt, die Griffel sind 5 bis 6 Millimeter lang und an der Basis behaart. Die Kapselfrüchte sind 10 bis 14 Millimeter lang, 7 bis 9 Millimeter breit und sternförmig behaart. Die Samen sind 4 bis 5 Millimeter lang. Die Chinesische Scheinhasel blüht von April bis Juli.

## Vorkommen und Standortansprüche
Das natürliche Verbreitungsgebiet liegt in China in den Provinzen Anhui, Fujian, Guangdong, Guangxi, Guizhou, Hubei, Hunan, Jiangxi, Sichuan und Zhejiang. Die Chinesische Scheinhasel wächst in Steppen und Trockenwäldern in 1000 bis 1500 Metern Höhe auf frischen, schwach sauren bis schwach alkalischen, sandig-lehmigen bis lehmigen, mäßig nährstoffreichen Böden an licht- bis halbschattigen Standorten. Die Art ist wärmeliebend und mäßig frosthart.

## Systematik
Die Chinesische Scheinhasel (Corylopsis sinensis) ist eine Art aus der Gattung der Scheinhaseln (Corylopsis) in der Familie der Zaubernussgewächse (Hamamelidaceae). Dort wird sie der Tribus Corylopsideae in der Unterfamilie Hamamelidoideae zugeordnet. William Botting Hemsley hat die Art 1906 im Gardeners' Chronicle erstbeschrieben. Der Gattungsname Corylopsis leitet sich von Corylos, dem Gattungsnamen der Haseln, und vom griechischen Wort „opsis“ für „Aussehen“ ab. Er entspricht damit dem deutschen Namen Scheinhaseln und verweist auf die Ähnlichkeit von Laubblättern und Blütenständen mit denen der Haseln. Das Artepitheton sinensis stammt aus dem Griechischen, bedeutet „chinesisch“ und beschreibt damit die Herkunft der Art. Ein Synonym der Art ist Corylopsis spicata Hemsl., ein Name der nur für die Ähren-Scheinhasel (Corylopsis spicata Siebold et Zucc.) verwendet werden soll.
Es werden zwei Varietäten unterschieden:
- Corylopsis sinensis var. sinensis mit behaarten Trieben und Knospen und einer verkehrt-eiförmigen bis verkehrt-eiförmigen-gerundeten Blattspreite. Die Blattoberseite ist kahl oder entlang den Blattadern behaart, die Unterseite ist graubraunen, sternhaarig. Die Varietät blüht von Mai bis Juli, die Früchte reifen von Juli bis September. Das Verbreitungsgebiet liegt in den chinesischen Provinzen Anhui, Fujian, Guangdong, Guangxi, Guizhou, Hubei, Hunan, Jiangxi, Sichuan und Zhejiang.[8]
- Corylopsis sinensis var. calvescens Rehder & E. H. Wilson mit kahlen Trieben und Knospen und einer breit-eiförmigen bis länglich-verkehrt-eiförmigen Blattspreite mit schiefer, herzförmiger oder mehr oder weniger gestutzter Basis und spitzer oder zugespitzter Blattspitze. Die Blattoberseite ist kahl, die Unterseite kahl oder nur entlang der Blattadern behaart. Die Varietät blüht von April bis Juli, die Früchte reifen von Juli bis September. Das Verbreitungsgebiet liegt in den chinesischen Provinzen Guangdong, Guangxi, Guizhou, Hunan, Jiangxi und Sichuan.[9]

## Verwendung
Die Chinesische Scheinhasel wird wegen der dekorativen und duftenden Blüten und der eindrucksvollen Herbstfärbung selten als Zierstrauch verwendet.

## Nachweise